# Geumjeonsan
Geumjeonsan (koreanska: 금전산) är ett berg i Sydkorea.   Det ligger i provinsen Södra Jeolla, i den södra delen av landet, 300 km söder om huvudstaden Seoul. Toppen på Geumjeonsan är 668 meter över havet, eller 405 meter över den omgivande terrängen. Bredden vid basen är 5,0 km.
Terrängen runt Geumjeonsan är huvudsakligen kuperad. Runt Geumjeonsan är det ganska tätbefolkat, med 207 invånare per kvadratkilometer. Närmaste större samhälle är Suncheon, 13,0 km öster om Geumjeonsan. Trakten runt Geumjeonsan består till största delen av jordbruksmark.